# Nick Straker Band
Nick Straker Band var en brittisk popgrupp bestående av Nick Straker, Tony Mansfield, David McShera, Pete Hammond och Phil Towner. Gruppens största hits var "A Little Bit of Jazz", som var en listetta på danslistan i USA, och "A Walk in the Park".

## Diskografi

### Album
- Future's Above My Head (1979)
- A Walk in the Park (1980)
- The Nick Straker Band (1981)
- Nick Straker (1983)
- The Best of Nick Straker: A Walk in the Park (1993)

### Singlar
- "A Walk in the Park" (1980) #20 UK Singles Chart
- "Don't Come Back" (1980)
- "Leaving on the Midnight Train" (1980)
- "A Little Bit of Jazz" / "The Last Goodbye" (1981) #1 USA dans, #35 USA R&B
- "Like Dust" (1982)
- "Straight Ahead" (1982)
- "You Know I Like It" (1983)
- "Against the Wall" (1983)
- "Turn Me Down" (1984)
- "Must You Dance" (1984)
- "It Only Takes a Minute" (1984)
- "A Walk in the Park 87" (PWL mix) (1987)